# 599 Lexington Avenue
599 Lexington Avenue je mrakodrap v newyorské čtvrti Manhattan. Má 51 podlaží a výšku 199 metrů. Výstavba probíhala v letech 1984–1986 podle návrhu, který vypracoval architekt Edward Larrabee Barnes. Budova disponuje prostory o celkové výměře 96 541 m2, z toho drtivou většinu zabírají kanceláře. V současnosti je budova ve vlastnictví firmy Boston Properties.